# 225254 Flury
225254 Flury è un asteroide della fascia principale. Scoperto nel 2009, presenta un'orbita caratterizzata da un semiasse maggiore pari a 2,4801463 UA e da un'eccentricità di 0,1401230, inclinata di 11,90459° rispetto all'eclittica.
L'asteroide è dedicato all'astronomo svizzero Walter Flury.